# Thương Quân (con Thuấn)
Thương Quân (chữ Hán: 商均) là một nhân vật truyền thuyết sống vào thời đại thiện nhượng trong lịch sử Trung Quốc, theo nhiều tài liệu ghi chép thì ông là con trưởng của đế Thuấn Diêu Trọng Hoa.
Sau khi đế Thuấn được đế Nghiêu nhường ngôi, quyền hành cai trị nước Hữu Ngu đều do Thương Quân tiếp quản, tuy nhiên Thương Quân chỉ là nhân vật bình thường nên thời gian ông làm vua ở Hữu Ngu cũng không có gì đáng nói. Cho đến khi vua Thuấn cảm thấy mình đã già yếu nên bắt chước vua Nghiêu truyền ngôi cho Hạ Vũ là người vừa có công trị thủy bình ổn cuộc sống nhân dân, Thương Quân hay tin quyết liệt phản đối bằng cách đem binh đánh sang nước Hạ (nay thuộc huyện Vũ tỉnh Hà Nam). Để tránh mâu thuẫn Hạ Vũ dời đô sang Dương Thành (nay thuộc huyện Đăng Phong tỉnh Hà Nam) để né tránh, nhưng đế Thuấn đâu có ngồi yên mà nhìn con làm loạn đã trực tiếp dẫn quân đến nước Hạ để trừng phạt Thương Quân. Thương Quân bị cha bắt lại giáo huấn và phân tích kỹ lưỡng tại sao mình phải làm như vậy, cũng như Đan Chu ngày trước Thương Quân nghe ra và từ đó bỏ ý định chống Hạ Vũ yên trí với địa vị quân chủ một nước chư hầu.
Sau khi Thương Quân chết con cháu nối đời truyền quốc kể cũng hơn 1000 năm, đến đời Ngu Yên thì bị Trụ Vương nhà Ân diệt mất.